# مثلثات قائمة خاصة
في الهندسة الرياضية، نوعان من المثلثات القائمة:
- «المثلثات القائمة على الزوايا» وتعتمد على النسبة بين زوايا المثلث القائم.
- «المثلثات القائمة على الأضلاع» وتعتمد على النسبة بين أطوال أضلاع المثلث القائم.

إن معرفة النسبة بين زوايا المثلث القائم تمكننا من معرفة أطوال أضلاعه.

## المثلث القائم المتطابق الضلعين
المثلث القائم المتطابق الضلعين هو مثلث قائم النسبة بين زواياه {\displaystyle 2:1:1\,} وقياسها 45°, 45°, 90° ، والنسبة بين أطوال أضلاعه {\displaystyle {\sqrt {2}}:1:1\,}.
يجمع هذا المثلث بين خصائص المثلث القائم والمثلث المتساوي الضلعين.
يمكن الحصول على هذا المثلث برسم قطر في مربع.

## المثلث القائم 30-60

طول أضلع مثلث 30-60-90

المثلث القائم 30-60 هو مثلث قائم النسبة بين زواياه 
{\displaystyle 3:2:1\,} وقياسها 30° ، 60° ، 90°، والنسبة بين أطوال أضلاعه
{\displaystyle 2:{\sqrt {3}}:1.\,}.
يمكن الحصول على هذا المثلث بإسقاط ارتفاع في مثلث متساوي الأضلاع.

## اقرأ أيضاً
- مثلث قائم